# Friederike von Alvensleben

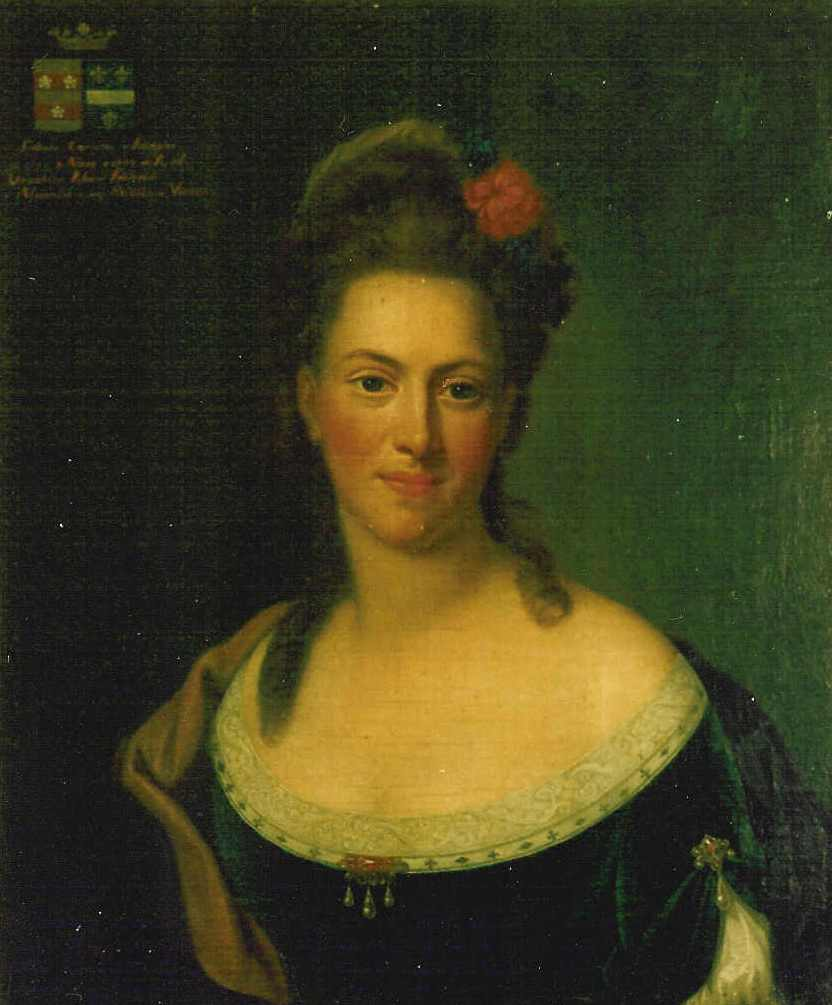
Friederike von Alvensleben

Friederike Caroline von Alvensleben, geschiedene Döbbelin, geb. von Klinglin (* 5. März 1749 in Brüssel; † 10. April 1799 in Redekin) wurde als deutsche Schauspielerin bekannt unter dem Namen Friederike Caroline Döbbelin.

## Familie
Ihre Herkunft wurde nie vollständig aufgeklärt. Nach der Familienüberlieferung soll sie aus der elsässischen Familie von Klinglin stammen und in einem Kloster aufgewachsen sein. Sie schloss sich der Theatergruppe von Karl Theophil Döbbelin an, den sie 1762 unter dem Namen Anna Catharina Friderici heiratete. 1763 wurde ein Sohn geboren. 1776 wurde die Ehe geschieden und sie heiratete in zweiter Ehe den Kammerherrn Johann Friedrich von Alvensleben (1736–1819), den Bruder des Landrats Gebhard XXVIII. von Alvensleben. Mit ihm hatte sie sechs Kinder, darunter den späteren Landrat Eduard von Alvensleben (1787–1876). Der Schriftsteller Ludwig von Alvensleben  (1800–1868) war ihr Enkel.

## Leben
Als Frau des Direktors einer bekannten deutschen Theatergruppe, dessen Hauptleistung es war, dem deutschsprachigen Theater in Deutschland Geltung geschaffen zu haben, spielte sie in Braunschweig, Magdeburg, Leipzig, Halle und Berlin zumeist die Hauptrollen in den Dramen von Gotthold Ephraim Lessing, unter anderen als „Emilia Galotti“ (in der Uraufführung am 13. März 1772 in Braunschweig) und „Minna von Barnhelm“ (in der Berliner Erstaufführung am 21. März 1768).  Ihr Schauspielerkollege Joseph Anton Christ schilderte sie in seinen Memoiren als „Dame, schlank wie eine Birke und schön wie Cythere (=Aphrodite).“ Nach ihrer zweiten Heirat verließ sie das Theater und lebte mit ihrer Familie zunächst in Vienau und später in Redekin, wo sie mit ihrem zweiten Ehemann auf dem Kirchhof der Dorfkirche Redekin begraben liegt.